# Hans Nielsen Hauge
Hans Nilsen Hauge (Hange, Thunö egyházmegye, 1771. április 3. – Christiania mellett, 1824. március 29.) protestáns vallásfelekezet-alapító Norvégiában.

## Életútja
Szülei is földművesek voltak, ő is, de mély és ábrándos vallásos lelkületű. 1795 körül mint Istentől hivatott és megvilágosított próféta lépett fel az észelviség ellen pietista irányában. Mint a törvény hirdetője a Szentírást tekintette minden téren szabályozónak, számos hivét házi istentisztelet tartása végett kisebb egyesületekbe csoportosította, és azokban az apostoli egyházat utánozva, vagyonközösséget léptetett életbe és az így összegyűlt vagyont közhasznú vállalatokba fektette. A papságot többször élesen megtámadta beszédeiben, ezért 1804-ben elfogták és 10 évi elhúzódott vizsgálati fogság után pénzbírságra itélték. 
Az általa alapított felekezet (melynek tagjait haugiánusoknak vagy olvasóknak is nevezték, és akik különben külsőleg az egyháztól nem szakadtak el) nagy hódítást tett egész Norvégiában, sőt Dániában is, kivált az alsóbb néposztály körében, különösen a keresztény felekezeteknek szabad vallásgyakorlatot biztosító törvény meghozatala (1845) óta.

## Nevezetesebb művei
- Betragtning over Verdens Daarlighed, 1796
- Forsøg til en Afhandling om Guds Viisdom, 1796
- De Enfoldiges Lære og Afmægtiges Styrke, 1798
- De sande Christnes udvalgte Psalmebog, 1799
- Den christelige Lære, forklaret over Epistlerne og Evangelierne, 1800
- Forklaring over Loven og Evangelium, 1804
- Om religiøse Følelser og deres Værd, 1817
- Religeuse Sange, 1819
- Huus-Postil, 1822
- Udtog af Kirke-Historien, 1822
- Hans Nielsen Hauges Testamente til sine Venner, 1821